# Eriksbergsparken, Stockholm

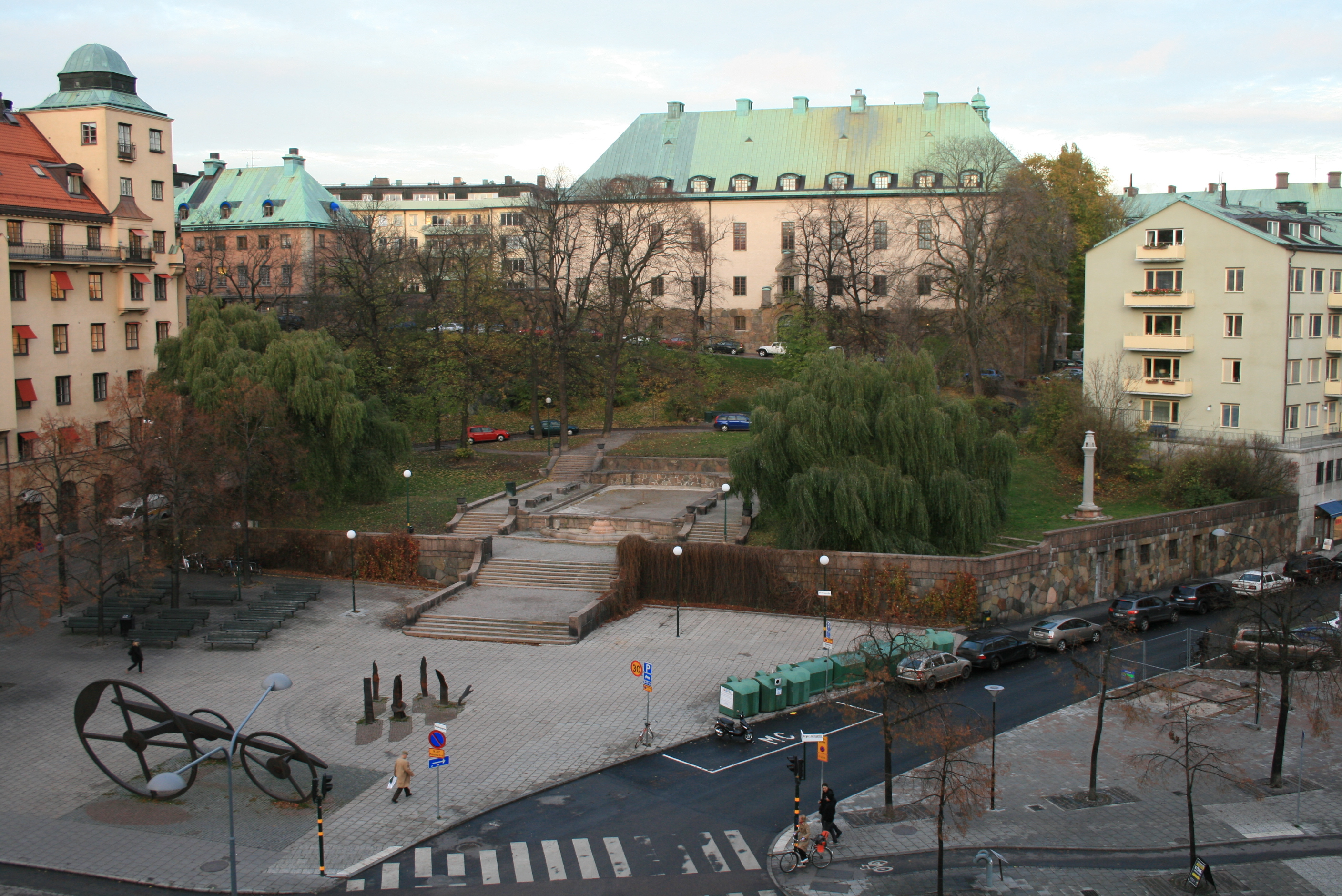
Eriksbergsplan och Eriksbergsparken

Eriksbergsparken är en park på Östermalm i det informella området Eriksberg i Stockholms innerstad. Parken anlades 1920 under stadsträdgårdsmästaren Mauritz Hammarberg och ligger i anslutning till Eriksbergsplan, tidigare Träsktorget. Parken är utformad som en trappa upp till en terrass med planteringar och en fontän. Ovanför parken har Timmermansorden sin byggnad. På andra sidan Birger Jarlsgatan ligger Karl Staaffs park.